# Monda

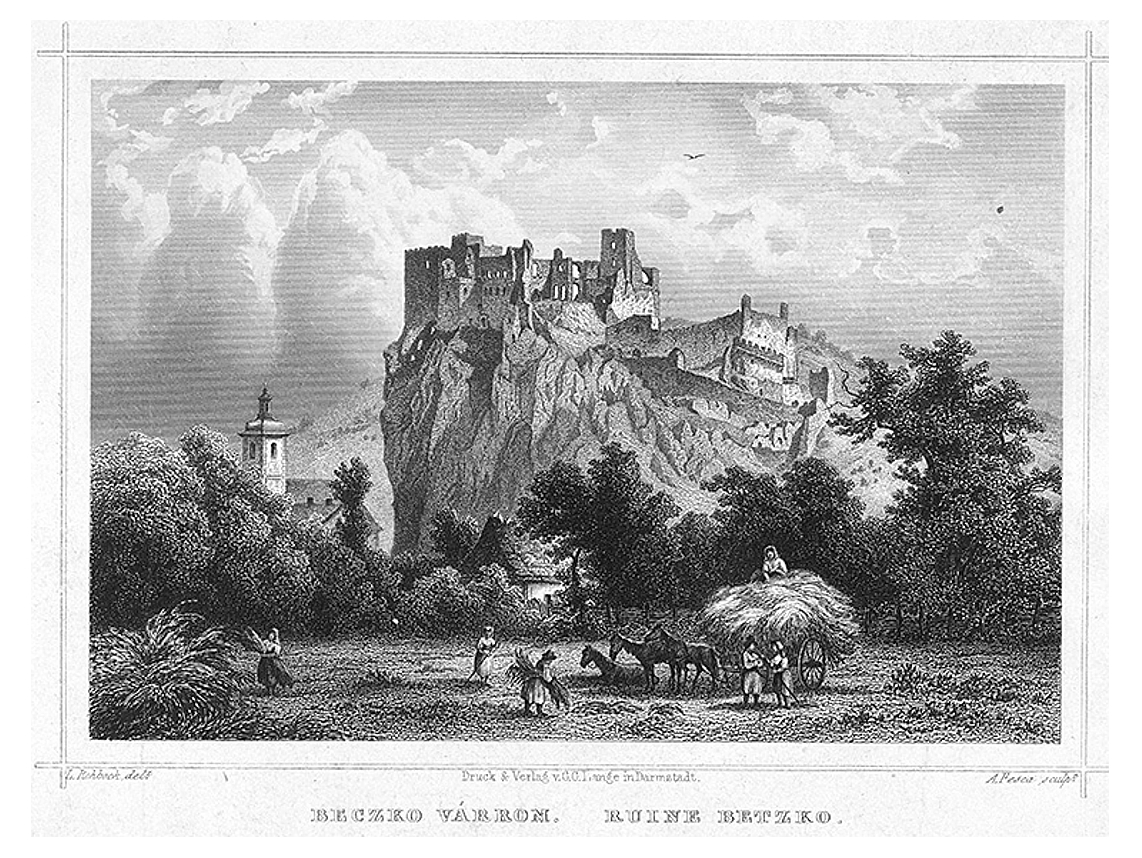
Ludwig Rohbock: Beckó várának romjai (1863)

A monda, vagy régebbi nevén rege epikus népköltészeti műfaj, amely valamely valós jelenséghez kapcsolódik, de gyakran csodás elemekkel átszőve meséli el az illető helyhez, személyhez, jelenséghez fűződő történeteket/hiedelmeket. A szó a nyelvújítás korában keletkezett, a mendemonda ikerszóból vonták el, korábban a 17. században már használták a monda-monda kifejezést költött történet értelemben. A népnyelv azonban nem jelölte meg konkrétan a műfajt, igaz történetet, históriát, régiséget emlegettek. Hasonló a helyzet más európai nyelvekben is, az angol és a francia műfaji megfelelője legendának nevezi az ilyen mondákat.

## Jellemzői

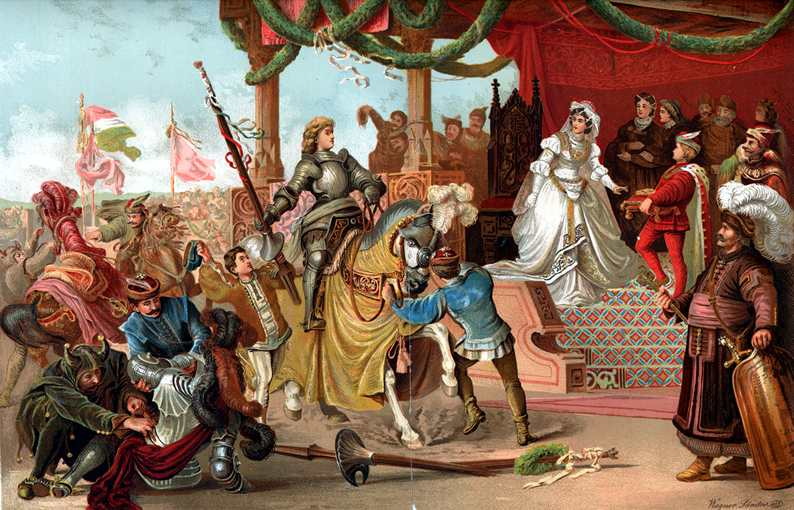
Wagner Sándor: Mátyás király legyőzi Holubárt

Elsősorban történeti hagyományokat dolgoz föl egy kultúrközösség hőskorából. Részben a mítosszal, részben a mesével rokon. Verses és prózai egyaránt lehet. Fő csoportjai a hiedelemmondák (pl. a halálról), a történeti mondák (pl. királyokról, Szent László füve), eredetmagyarázó mondák (pl. Arany János: Rege a csodaszarvasról). Gyakoriak a vándormondák. A különböző nemzetek mondakincsét a 19. században kezdték el gyűjteni, feldolgozni, esetenként kiegészíteni.
Mint műfaji megjelölést először a mesével párhuzamban kezdték alkalmazni. A Grimm testvérek meghatározása szerint a mese költőibb, a monda történetibb. A későbbi definíciók formai, stilisztikai, funkcionális szempontokon nyugszanak. A mondák rövidebbek a meséknél, a nép igaznak tartja őket, előadásuk tárgyilagosabb.
Két fő csoportjuk van: történeti és helyi monda. A történeti mondákban az emberi hősön van a hangsúly, helyi mondák természeti jelenségek, földrajzi képződmények leírására tesznek kísérletet. Az újabb csoportosítások különböző szempontokból indulnak ki:
- kisebb csoportnál ismert monda - széles körben elterjedt vándormonda
- társadalmi fejlődés korábbi szakaszában keletkező mondák (többnyire hősmondák) - újkori mondák[4]

Tartalom szerint megkülönböztetik:
- eredetmagyarázó mondák
- történeti mondák
- kultúrtörténeti mondák
  - ezen belül helyi mondák
- hiedelemmondák
  - ezen belül halászmondák és kísértetmondák
- vallásos mondák
- a legendák egy része is mondának mondható

A modern mondakutatás megkülönböztette a mondaalakulás különböző szakaszait: közlés → memorat → fabulat. E téren különösen fontos C. W. von Sydow munkássága. Von Sydow megkísérelte továbbá különválasztani azokat a történeteket, melyek csak formájukban utánozzák a mondákat (álhiedelem-monda).
A magyar mondakincset leginkább Vörösmarty, Arany, Jókai, Mikszáth, Krúdy használta föl. Benedek Elek állította össze a legteljesebb és legismertebb magyar mondagyűjteményt.